# Hampden (Dacota do Norte)
Hampden é uma cidade localizada no estado norte-americano de Dacota do Norte, no Condado de Ramsey.

## Demografia
Segundo o censo norte-americano de 2000, a sua população era de 60 habitantes.
Em 2006, foi estimada uma população de 56, um decréscimo de 4 (-6.7%).

## Geografia
De acordo com o United States Census Bureau tem uma área de
0,4 km², dos quais 0,4 km² cobertos por terra e 0,0 km² cobertos por água. Hampden localiza-se a aproximadamente 479 m acima do nível do mar.

## Localidades na vizinhança
O diagrama seguinte representa as localidades num raio de 24 km ao redor de Hampden.